# Személyes névmás
A személyes névmás olyan névmás, amely a három nyelvtani személy valamelyikén keresztül embereket, állatokat vagy dolgokat jelöl. A mondatban általában ugyanazokat a funkciókat tölti be, amelyeket a főnév vagy a névszói szerkezet is betölthet. Harmadik személyben egy, a szövegkörnyezetében megjelenő főnévre vagy névszói szerkezetre utal: Kovácsékat nem hívjuk meg. Ők ezt nem is várják el.
Azokban a nyelvekben, amelyek fejlett igeragozási rendszerrel rendelkeznek (például latin, spanyol), az alanyi funkciójú személyes névmások használata az igével opcionális; általában csak az alany személyének kihangsúlyozására szolgál (például spanyol Te digo la verdad. ’Elmondom neked az igazat’ / Yo te digo la verdad. ’Én mondom el neked az igazat.’ vagy ’Én az igazat mondom neked.’, attól függően, hogy milyen erős hangsúlyt kap az alany). Vannak olyan nyelvek azonban, amelyekben az igealak nem képes jelölni a személyt, így ezekben a személyes névmás használata mindig kötelező az igével (például angol: I tell you the truth. ’Elmondom neked az igazat.’, We tell them the truth. ’Elmondjuk nekik az igazat.’ vagy francia: Je te dis la vérité., Nous leur disons la vérité.).
A személyes névmások a mondattani funkciójuknak megfelelően változhathatják az alakjukat (ez főleg az agglutináló és a flektáló nyelvekre jellemző). A ragozott alakok száma nyelvenként változó; például az angolban legfeljebb két alakot különböztetnek meg (I / me, he / him, she / her, we / us, they / them), de csak egyetlen második személyű alak van (you); a spanyolban a lehetséges alakok száma személyenként változó – a nemek szerinti flexiót nem számolva kettő és öt között van (yo / me / mí [conmigo], tú / te / ti [contigo], él / le / lo / se / sí [consigo], nosotros / nos, vosotros / os, ellos / les / los / se / sí [consigo]; közülük az elsők és az utolsók az ún. hangsúlyos alakok, a többi csak igével használható); az agglutináló nyelvekben (például a magyarban) ennél jóval több lehet (én / engem / magam / nekem / rólam / tőlem / velem / nélkülem / hozzám stb.).
Bizonyos nyelvekben a személyes névmások hiányosak, azaz nem minden személyre vannak meg. A latinban például nem létezett harmadik személyű személyes névmás; szerepét az is, ea, id mutató névmás töltötte be (az újlatin nyelvek harmadik személyű névmásai, valamint határozott névelői szintén latin mutató névmások folytatásai).
Egyes nyelvekben (például francia, román, a közép-délszláv diarendszer nyelvei) bizonyos személyes névmásoknak ugyanabban a személyben és ugyanazzal a mondattani funkcióval két alakja van: hangsúlyos és hangsúlytalan. Példa a franciából, amelyben, ha a névmás által kifejezett mondatrészt kihangsúlyozzák, a hangsúlyos alakot kell használni. Részeshatározói és tárgyi funkcióban megjelenhet mindkét alak egyazon mondatban, alanyi funkcióban pedig ez kötelező:
| Funkció        | Hangsúlyos alak | Hangsúlytalan alak | Példa                | Fordítás         |
| -------------- | --------------- | ------------------ | -------------------- | ---------------- |
| Alany          | moi             | je                 | Moi, je reste.       | ’Én maradok.’    |
| Részeshatározó | à moi           | me                 | Tu me dis ça à moi?! | ’Nekem mondod?!’ |
| Tárgy          | moi             | me                 | Moi, tu me connais.  | ’Engem ismersz.’ |

A személyes névmások, és ragozott alakjaik a magyar nyelvben:
| rag               | S1      | S2        | S3        | P1       | P2        | P3       |                |
| ----------------- | ------- | --------- | --------- | -------- | --------- | -------- | -------------- |
| -                 | én      | te        | ő         | mi       | ti        | ők       | Angol nyelvben |
| -t                | engem   | téged     | őt        | minket   | titeket   | őket     | A (me, you,..) |
| -nak, -nek        | nekem   | neked     | neki      | nekünk   | nektek    | nekik    | D (to me, ..)  |
| -val, -vel        | velem   | veled     | vele      | velünk   | veletek   | velük    | with + D       |
| -ért              | értem   | érted     | érte      | értünk   | értetek   | értük    | for + A        |
| -ban, -ben        | bennem  | benned    | benne     | bennünk  | bennetek  | bennük   | in + D         |
| -ba, -be          | belém   | beléd     | belé      | belénk   | belétek   | beléjük  | into + A       |
| -ból, -ből        | belőlem | belőled   | belőle    | belőlünk | belőletek | belőlük  | out of + D     |
| -nál, -nél        | nálam   | nálad     | nála      | nálunk   | nálatok   | náluk    | at + D         |
| -hoz, -hez, -höz  | hozzám  | hozzád    | hozzá     | hozzánk  | hozzátok  | hozzájuk | to + D         |
| -tól, -től        | tőlem   | tőled     | tőle      | tőlünk   | tőletek   | tőlük    | from + D       |
| -on, -en, -ön, -n | rajtam  | rajtad    | rajta     | rajtunk  | rajtatok  | rajtuk   | on + D         |
| -ra, -re          | rám     | rád       | rá        | ránk     | rátok     | rájuk    | onto + A       |
| -ról, -ről        | rólam   | rólad     | róla      | rólunk   | rólatok   | róluk    | out from + D   |
|                   | me      | you (sg.) | he/she/it | us       | you (pl.) | them     |                |

És néhány névutós alakja:
| névutó  | S1        | S2        | S3        | P1         | P2          | P3        |              |
| ------- | --------- | --------- | --------- | ---------- | ----------- | --------- | ------------ |
| nélkül  | nélkülem  | nélküled  | nélküle   | nélkülünk  | nélkületek  | nélkülük  | without + A  |
| szerint | szerintem | szerinted | szerinte  | szerintünk | szerintetek | szerintük | according to |
| miatt   | miattam   | miattad   | miatta    | miattunk   | miattatok   | miattuk   | due to       |
| helyett | helyettem | helyetted | helyette  | helyettünk | helyettetek | helyettük | instead of   |
|         | me        | you (sg.) | he/she/it | us         | you (pl.)   | them      |              |